# Campeonato Femenino Sub-15 de la Concacaf de 2022
El Campeonato Femenino Sub-15 de la Concacaf de 2022 (en inglés: 2022 Concacaf Girls' U-15 Championship) fue la IV edición del torneo. El campeonato internacional bienal de fútbol juvenil organizado por CONCACAF para los equipos nacionales sub-15 femeninos de la región de Norte, Centroamérica y el Caribe. Se llevó a cabo entre el 31 de julio y el 7 de agosto de 2022 en Tampa, Florida, Estados Unidos.

## Equipos participantes
Participarán 19 equipos de Concacaf y 1 equipo invitado de la UEFA.

En cursiva los equipos debutantes.
| Equipos participantes | Equipos participantes | Equipos participantes          | Equipos participantes | Equipos participantes |
| --------------------- | --------------------- | ------------------------------ | --------------------- | --------------------- |
| Anguila               | Canadá                | Honduras                       | Martinica             |                       |
| Aruba                 | Costa Rica            | Islas Caimán                   | México                |                       |
| Bahamas               | Estados Unidos        | Islas Turcas y Caicos          | Nicaragua             |                       |
| Belice                | Gales                 | Islas Vírgenes Estadounidenses | Puerto Rico           |                       |
| Bermudas              | Guyana                | Jamaica                        | República Dominicana  |                       |

## Sede
Todos los partidos se llevarán a cabo en las instalaciones del Hillsborough County Tournament Sportsplex en Tampa, Florida.
| Tampa                                     | Tampa |
| ----------------------------------------- | ----- |
| Hillsborough County Tournament Sportsplex | Tampa |

## Liga A
- Todos los horarios corresponden a la hora local de Florida (UTC-4).[2]

### Grupo A
| Equipo               | Pts. | PJ | PG | PE | PP | GF | GC | Dif. |
| -------------------- | ---- | -- | -- | -- | -- | -- | -- | ---- |
| México               | 9    | 3  | 3  | 0  | 0  | 8  | 1  | +7   |
| República Dominicana | 6    | 3  | 2  | 0  | 1  | 4  | 4  | 0    |
| Gales                | 3    | 3  | 1  | 0  | 2  | 4  | 3  | +1   |
| Costa Rica           | 0    | 3  | 0  | 0  | 3  | 1  | 9  | -8   |

| 1 de agosto de 2022 | Costa Rica | 0:3 | República Dominicana                      | Hillsborough County Tournament Sportsplex, Tampa |  |
| 9:00                |            |     | - Chudowsky 25' - Díaz 44' - Mercedes 54' |                                                  |  |

| 1 de agosto de 2022 | Gales | 0:2 | México                               | Hillsborough County Tournament Sportsplex, Tampa |  |
| 11:00               |       |     | - Rodgers 46' (a.g.) - Contreras 56' |                                                  |  |

| 2 de agosto de 2022 | República Dominicana | 0:4 | México                                 | Hillsborough County Tournament Sportsplex, Tampa |  |
| 9:00                |                      |     | - Contreras 11', 30' - Corona 43', 70' |                                                  |  |

| 2 de agosto de 2022 | Gales                                           | 4:0 | Costa Rica | Hillsborough County Tournament Sportsplex, Tampa |  |
| 11:00               | - Cole 15' - Bowen 18' - Evans 20' - Thomas 40' |     |            |                                                  |  |

| 4 de agosto de 2022 | México                        | 2:1 | Costa Rica   | Hillsborough County Tournament Sportsplex, Tampa |  |
| 9:00                | - Andonaegui 12' - Corona 64' |     | Paniagua 40' |                                                  |  |

| 4 de agosto de 2022 | República Dominicana | 1:0 | Gales | Hillsborough County Tournament Sportsplex, Tampa |  |
| 11:00               | Algarin 61'          |     |       |                                                  |  |

### Grupo B
| Equipo         | Pts. | PJ | PG | PE | PP | GF | GC | Dif. |
| -------------- | ---- | -- | -- | -- | -- | -- | -- | ---- |
| Estados Unidos | 9    | 3  | 3  | 0  | 0  | 24 | 0  | +24  |
| Canadá         | 6    | 3  | 2  | 0  | 1  | 9  | 2  | +7   |
| Puerto Rico    | 3    | 3  | 1  | 0  | 2  | 5  | 18 | -13  |
| Jamaica        | 0    | 3  | 0  | 0  | 3  | 2  | 20 | -18  |

| 1 de agosto de 2022 | Canadá                                                          | 5:0 | Jamaica | Hillsborough County Tournament Sportsplex, Tampa |  |
| 9:00                | - Istocki 28', 38' - Martin 35+1' - A. Chukwu 54' - Stewart 62' |     |         |                                                  |  |

| 1 de agosto de 2022 | Puerto Rico | 0:12 | Estados Unidos                                                                                        | Hillsborough County Tournament Sportsplex, Tampa |  |
| 11:00               |             |      | - Ascanio 5', 10', 14' - Fuller 26', 32', 39', 55' - Pfeiffer 31', 35', 69' - Ballek 46' - Puerta 49' |                                                  |  |

| 2 de agosto de 2022 | Jamaica | 0:11 | Estados Unidos                                                                                                   | Hillsborough County Tournament Sportsplex, Tampa |  |
| 9:00                |         |      | - Ballek 3', 27', 51', 68' - Jordan 10' - Harrison 13' - Scott 24' - Puerta 29' - Fuller 55' - Pfeiffer 60', 64' |                                                  |  |

| 2 de agosto de 2022 | Puerto Rico         | 1:4 | Canadá                                                   | Hillsborough County Tournament Sportsplex, Tampa |  |
| 11:00               | Bengoa 35+3' (pen.) |     | - Martin 24' - Istocki 29' - Stewart 30' - I. Chukwu 56' |                                                  |  |

| 4 de agosto de 2022 | Estados Unidos | 1:0 | Canadá | Hillsborough County Tournament Sportsplex, Tampa |  |
| 9:00                | Fuller 17'     |     |        |                                                  |  |

| 4 de agosto de 2022 | Jamaica                              | 2:4 | Puerto Rico                                  | Hillsborough County Tournament Sportsplex, Tampa |  |
| 11:00               | Raghunandanan 27' (pen.), 70' (pen.) |     | - Roberts 7', 63' - Berrios 34' - Bengoa 42' |                                                  |  |

### Posiciones
|  | Quinto puesto |             |       |  |
|  |               |             |       |  |
|  | 3A            | Gales (p.)  | 1 (3) |  |
|  | 3A            | Gales (p.)  | 1 (3) |  |
|  | 3B            | Puerto Rico | 1 (1) |  |
|  | 3B            | Puerto Rico | 1 (1) |  |

|  | Séptimo puesto |            |   |  |
|  |                |            |   |  |
|  | 4A             | Costa Rica | 2 |  |
|  | 4A             | Costa Rica | 2 |  |
|  | 4B             | Jamaica    | 0 |  |
|  | 4B             | Jamaica    | 0 |  |

#### Séptimo puesto
| 5 de agosto de 2022 | Costa Rica                     | 2:0 | Jamaica | Hillsborough County Tournament Sportsplex, Tampa |  |
| 9:00                | - Espinoza 31' - Fonseca 35+2' |     |         |                                                  |  |

#### Quinto puesto
| 5 de agosto de 2022 | Gales                                                                   | 1:1 (3:1 p.)               | Puerto Rico                                                         | Hillsborough County Tournament Sportsplex, Tampa |  |
| 9:00                | Denham 67'                                                              |                            | Avilés 28'                                                          |                                                  |  |
|                     |                                                                         | Tiros desde el punto penal |                                                                     |                                                  |  |
|                     | Fallo de penal · Acierto de penal · Acierto de penal · Acierto de penal |                            | Fallo de penal · Fallo de penal · Fallo de penal · Acierto de penal |                                                  |  |

## Fase final
|  | Semifinales          | Semifinales    |              |   | Final | Final |
|  |                      |                |              |   |       |       |
|  |                      |                |              |   |       |       |
|  |                      |                |              |   |       |       |
|  | México               | 0 (5)          |              |   |       |       |
|  | México               | 0 (5)          |              |   |       |       |
|  | Canadá (p.)          | 0 (6)          |              |   |       |       |
|  | Canadá (p.)          | 0 (6)          | Canadá       | 1 |       |       |
|  |                      |                | Canadá       | 1 |       |       |
|  |                      | Estados Unidos | 4            |   |       |       |
|  | Estados Unidos       | Estados Unidos | 4            | 6 |       |       |
|  | Estados Unidos       |                |              | 6 |       |       |
|  | República Dominicana | 0              |              |   |       |       |
|  | República Dominicana | 0              | Tercer lugar |   |       |       |
|  |                      |                |              |   |       |       |
|  |                      |                |              |   |       |       |
|  |                      |                |              |   |       |       |
|  | México               | 5              |              |   |       |       |
|  | México               | 5              |              |   |       |       |
|  | República Dominicana | 0              |              |   |       |       |

### Semifinales
| 5 de agosto de 2022 | México                                                          | 0:0 (5:6 p.)               | Canadá                                                               | Hillsborough County Tournament Sportsplex, Tampa |  |
| 11:00               |                                                                 |                            |                                                                      |                                                  |  |
|                     |                                                                 | Tiros desde el punto penal |                                                                      |                                                  |  |
|                     | - Ruiz - Guerrero - De León - Santos - Soto - Vázquez - Ramírez |                            | - Wong - Hanisch - Henning - Décombe - Brisbin - A. Chukwu - Tarasco |                                                  |  |

| 5 de agosto de 2022 | Estados Unidos                                                | 6:0 | República Dominicana | Hillsborough County Tournament Sportsplex, Tampa |  |
| 11:00               | - Ascanio 5' - Puerta 19', 33' - Ballek 29' - Fuller 40', 55' |     |                      |                                                  |  |

### Tercer puesto
| 7 de agosto de 2022 | México                                                                      | 5:0 | República Dominicana | Hillsborough County Tournament Sportsplex, Tampa |  |
| 9:00                | - Contreras 26' - De León 39' - Corona 54' - Roybal 66' - Aranda 70' (pen.) |     |                      |                                                  |  |

### Final
| 7 de agosto de 2022 | Canadá        | 1:4 | Estados Unidos                                                | Hillsborough County Tournament Sportsplex, Tampa |  |
| 11:00               | I. Chukwu 26' |     | - Pfeiffer 7' - Fuller 11' (pen.) - Ballek 67' - Puerta 70+2' |                                                  |  |

|                                    |
| Bandera de Estados Unidos          |
| Campeón Estados Unidos 3.er título |

## Liga B
– Clasificadas a Semifinales.

     – Clasificada a Semifinales como mejor segundo.

### Grupo C
| Equipo    | Pts. | PJ | PG | PE | PP | GF | GC | Dif. |
| --------- | ---- | -- | -- | -- | -- | -- | -- | ---- |
| Martinica | 7    | 3  | 2  | 1  | 0  | 4  | 0  | +4   |
| Bermudas  | 6    | 3  | 2  | 0  | 1  | 4  | 1  | +3   |
| Belice    | 3    | 3  | 1  | 0  | 2  | 3  | 5  | -2   |
| Anguila   | 1    | 3  | 0  | 1  | 2  | 1  | 6  | -5   |

| 31 de julio de 2022 | Belice                        | 3:1 | Anguila   | Hillsborough County Tournament Sportsplex, Tampa |  |
| 9:00                | - Flores 18', 61' - Jones 34' |     | Durand 9' |                                                  |  |

| 31 de julio de 2022 | Martinica   | 1:0 | Bermudas | Hillsborough County Tournament Sportsplex, Tampa |  |
| 11:00               | Dincuff 23' |     |          |                                                  |  |

| 1 de agosto de 2022 | Anguila | 0:3 | Bermudas                           | Hillsborough County Tournament Sportsplex, Tampa |  |
| 9:00                |         |     | - O'Loughlin 42' - Tuzo 53', 70+2' |                                                  |  |

| 1 de agosto de 2022 | Martinica                               | 3:0 | Belice | Hillsborough County Tournament Sportsplex, Tampa |  |
| 11:00               | - Saxemard 19' (g.o.) - Foutou 29', 38' |     |        |                                                  |  |

| 3 de agosto de 2022 | Anguila | 0:0     | Martinica | Hillsborough County Tournament Sportsplex, Tampa |  |
| 9:00                |         | Reporte |           |                                                  |  |

| 3 de agosto de 2022 | Bermudas    | 1:0 | Belice | Hillsborough County Tournament Sportsplex, Tampa |  |
| 11:00               | Jones 70+5' |     |        |                                                  |  |

### Grupo D
| Equipo                         | Pts. | PJ | PG | PE | PP | GF | GC | Dif. |
| ------------------------------ | ---- | -- | -- | -- | -- | -- | -- | ---- |
| Aruba                          | 7    | 3  | 2  | 1  | 0  | 13 | 2  | +11  |
| Honduras                       | 6    | 3  | 2  | 0  | 1  | 18 | 2  | +16  |
| Islas Vírgenes Estadounidenses | 4    | 3  | 1  | 1  | 1  | 10 | 7  | +3   |
| Bahamas                        | 0    | 3  | 0  | 0  | 3  | 1  | 31 | -30  |

| 31 de julio de 2022 | Bahamas      | 1:7 | Islas Vírgenes Estadounidenses                                      | Hillsborough County Tournament Sportsplex, Tampa |  |
| 9:00                | Huyler 70+4' |     | - G. Quezada 8', 14', 23', 25', 29' - Lewless 9' - A. Quezada 70+1' |                                                  |  |

| 31 de julio de 2022 | Aruba        | 1:0 | Honduras | Hillsborough County Tournament Sportsplex, Tampa |  |
| 11:00               | Wadhwani 15' |     |          |                                                  |  |

| 1 de agosto de 2022 | Islas Vírgenes Estadounidenses | 1:4 | Honduras                                           | Hillsborough County Tournament Sportsplex, Tampa |  |
| 9:00                | G. Quezada 26'                 |     | - Zelaya 7' - Santos 17' - Flores 47' - Mencia 55' |                                                  |  |

| 1 de agosto de 2022 | Aruba | 10:0 | Bahamas | Hillsborough County Tournament Sportsplex, Tampa |  |
| 11:00               | - De Jong 1', 26' - Angela 6', 16' - Huyler 20' (a.g.) - Schoppema 31', 34' - Wadhwani 45' - S. Vrolijk 59', 63' |      |         |                                                  |  |

| 3 de agosto de 2022 | Islas Vírgenes Estadounidenses   | 2:2 | Aruba                          | Hillsborough County Tournament Sportsplex, Tampa |  |
| 9:00                | - G. Quezada 4' - A. Quezada 59' |     | - Dreischor 57' - Angela 70+5' |                                                  |  |

| 3 de agosto de 2022 | Honduras | 14:0 | Bahamas | Hillsborough County Tournament Sportsplex, Tampa |  |
| 11:00               | - Mencia 2' - Zelaya 5', 12', 18', 24', 31' - Sánchez 10' - Flores 14', 54' - Gómez 16', 62' (pen.) - Santos 38' - Muñoz 64' - Mejía 66' |      |         |                                                  |  |

### Grupo E
| Equipo                | Pts. | PJ | PG | PE | PP | GF | GC | Dif. |
| --------------------- | ---- | -- | -- | -- | -- | -- | -- | ---- |
| Nicaragua             | 9    | 3  | 3  | 0  | 0  | 12 | 1  | +11  |
| Islas Caimán          | 6    | 3  | 2  | 0  | 1  | 4  | 6  | -2   |
| Guyana                | 1    | 3  | 0  | 1  | 2  | 4  | 8  | -4   |
| Islas Turcas y Caicos | 1    | 3  | 0  | 1  | 2  | 2  | 7  | -5   |

| 31 de julio de 2022 | Guyana             | 2:2 | Islas Turcas y Caicos           | Hillsborough County Tournament Sportsplex, Tampa |  |
| 9:00                | Schoburgh 49', 63' |     | - Talbot 9' - Forbes 20' (pen.) |                                                  |  |

| 31 de julio de 2022 | Islas Caimán | 0:5 | Nicaragua                                                | Hillsborough County Tournament Sportsplex, Tampa |  |
| 11:00               |              |     | - Orozco 5' - Marín 16' - Miranda 35+3' - López 58', 59' |                                                  |  |

| 1 de agosto de 2022 | Islas Turcas y Caicos | 0:4 | Nicaragua                                           | Hillsborough County Tournament Sportsplex, Tampa |  |
| 9:00                |                       |     | - Mena 40', 59' - Sarantes 44' (pen.) - Canales 69' |                                                  |  |

| 1 de agosto de 2022 | Islas Caimán                             | 3:1 | Guyana     | Hillsborough County Tournament Sportsplex, Tampa |  |
| 11:00               | - Byrne 6' - Cumber 47' - R. Windsor 59' |     | Nelson 64' |                                                  |  |

| 3 de agosto de 2022 | Islas Turcas y Caicos | 0:1 | Islas Caimán | Hillsborough County Tournament Sportsplex, Tampa |  |
| 9:00                |                       |     | Byrne 40'    |                                                  |  |

| 3 de agosto de 2022 | Nicaragua                              | 3:1 | Guyana        | Hillsborough County Tournament Sportsplex, Tampa |  |
| 11:00               | - Miranda 9' - López 11' - Garache 53' |     | Schoburgh 14' |                                                  |  |

### Mejor segundo
El mejor segundo lugar de grupo clasificará a semifinales.
| Equipo       | Gr. | Pts. | PJ | PG | PE | PP | GF | GC | Dif. |
| ------------ | --- | ---- | -- | -- | -- | -- | -- | -- | ---- |
| Honduras     | D   | 6    | 3  | 2  | 0  | 1  | 18 | 2  | +16  |
| Bermudas     | C   | 6    | 3  | 2  | 0  | 1  | 4  | 1  | +3   |
| Islas Caimán | E   | 6    | 3  | 2  | 0  | 1  | 4  | 6  | -2   |

### Posiciones
|  | Quinto puesto |              |   |  |
|  |               |              |   |  |
|  | 2C            | Bermudas     | 0 |  |
|  | 2C            | Bermudas     | 0 |  |
|  | 2E            | Islas Caimán | 1 |  |
|  | 2E            | Islas Caimán | 1 |  |

|  | Séptimo puesto |                                |   |  |
|  |                |                                |   |  |
|  | 3D             | Islas Vírgenes Estadounidenses | 2 |  |
|  | 3D             | Islas Vírgenes Estadounidenses | 2 |  |
|  | 3C             | Belice                         | 0 |  |
|  | 3C             | Belice                         | 0 |  |

|  | Noveno puesto |                       |   |  |
|  |               |                       |   |  |
|  | 4E            | Islas Turcas y Caicos | 1 |  |
|  | 4E            | Islas Turcas y Caicos | 1 |  |
|  | 3E            | Guyana                | 3 |  |
|  | 3E            | Guyana                | 3 |  |

|  | Undécimo puesto |         |   |  |
|  |                 |         |   |  |
|  | 4C              | Anguila | 2 |  |
|  | 4C              | Anguila | 2 |  |
|  | 4D              | Bahamas | 0 |  |
|  | 4D              | Bahamas | 0 |  |

#### Undécimo puesto
| 4 de agosto de 2022 | Anguila                  | 2:0 | Bahamas | Hillsborough County Tournament Sportsplex, Tampa |  |
| 11:00               | - Durand 7' - Willet 16' |     |         |                                                  |  |

#### Noveno puesto
| 4 de agosto de 2022 | Islas Turcas y Caicos | 1:3 | Guyana                            | Hillsborough County Tournament Sportsplex, Tampa |  |
| 9:00                | Talbot 32'            |     | - Clarke 20', 47' - Schoburgh 54' |                                                  |  |

#### Séptimo puesto
| 4 de agosto de 2022 | Islas Vírgenes Estadounidenses | 2:0 | Belice | Hillsborough County Tournament Sportsplex, Tampa |  |
| 11:00               | G. Quezada 6', 37'             |     |        |                                                  |  |

#### Quinto puesto
| 4 de agosto de 2022 | Bermudas | 0:1 | Islas Caimán | Hillsborough County Tournament Sportsplex, Tampa |  |
| 11:00               |          |     | Nelson 17'   |                                                  |  |

### Semifinales
|  | Semifinales    | Semifinales |              |   | Final | Final |
|  |                |             |              |   |       |       |
|  |                |             |              |   |       |       |
|  |                |             |              |   |       |       |
|  | Nicaragua (p.) | 2 (4)       |              |   |       |       |
|  | Nicaragua (p.) | 2 (4)       |              |   |       |       |
|  | Honduras       | 2 (3)       |              |   |       |       |
|  | Honduras       | 2 (3)       | Nicaragua    | 3 |       |       |
|  |                |             | Nicaragua    | 3 |       |       |
|  |                | Aruba       | 1            |   |       |       |
|  | Aruba          | Aruba       | 1            | 1 |       |       |
|  | Aruba          |             |              | 1 |       |       |
|  | Martinica      | 0           |              |   |       |       |
|  | Martinica      | 0           | Tercer lugar |   |       |       |
|  |                |             |              |   |       |       |
|  |                |             |              |   |       |       |
|  |                |             |              |   |       |       |
|  | Honduras       | 1           |              |   |       |       |
|  | Honduras       | 1           |              |   |       |       |
|  | Martinica      | 0           |              |   |       |       |

Semifinales
| 4 de agosto de 2022 | Nicaragua                                                                                  | 2:2 (4:3 p.)               | Honduras                                                                                 | Hillsborough County Tournament Sportsplex, Tampa |  |
| 9:00                | - Marín 58' - Garache 62'                                                                  |                            | - Gómez 17' - Esquivel 31' (a.g.)                                                        |                                                  |  |
|                     |                                                                                            | Tiros desde el punto penal |                                                                                          |                                                  |  |
|                     | Acierto de penal · Fallo de penal · Acierto de penal · Acierto de penal · Acierto de penal |                            | Fallo de penal · Acierto de penal · Acierto de penal · Acierto de penal · Fallo de penal |                                                  |  |

| 4 de agosto de 2022 | Aruba         | 1:0 | Martinica | Hillsborough County Tournament Sportsplex, Tampa |  |
| 9:00                | Rodgers 70+5' |     |           |                                                  |  |

### Tercer puesto
| 6 de agosto de 2022 | Honduras   | 1:0 | Martinica | Hillsborough County Tournament Sportsplex, Tampa |  |
| 9:00                | Zelaya 32' |     |           |                                                  |  |

### Final
| 6 de agosto de 2022 | Nicaragua                                | 3:1 | Aruba              | Hillsborough County Tournament Sportsplex, Tampa |  |
| 11:00               | - Orozco 28' - Navarrete 44' - Marín 70' |     | Van der Linden 61' |                                                  |  |

|                |
| Ganador Liga B |
| Nicaragua      |

## Premios y reconocimientos
| Premio       |  | Jugadora          | Selección                      |
| ------------ |  | ----------------- | ------------------------------ |
| Balón de Oro |  | Kennedy Fuller    | Estados Unidos                 |
| Bota de Oro  |  | Gabriella Quezada | Islas Vírgenes Estadounidenses |

| Premio                                |  | Selección      |
| ------------------------------------- |  | -------------- |
| Premio al Juego Limpio de la CONCACAF |  | Estados Unidos |

|                |
| Campeón Liga A |
| Estados Unidos |

|                |
| Campeón Liga B |
| Nicaragua      |